# Sufers
Sufers (rétorománsky Sur) je obec ve švýcarském kantonu Graubünden, okresu Viamala. Nachází se v údolí Rheinwald, asi 34 kilometrů jihozápadně od kantonálního hlavního města Churu, v nadmořské výšce 1 430 metrů. Má přibližně 150 obyvatel.

## Geografie

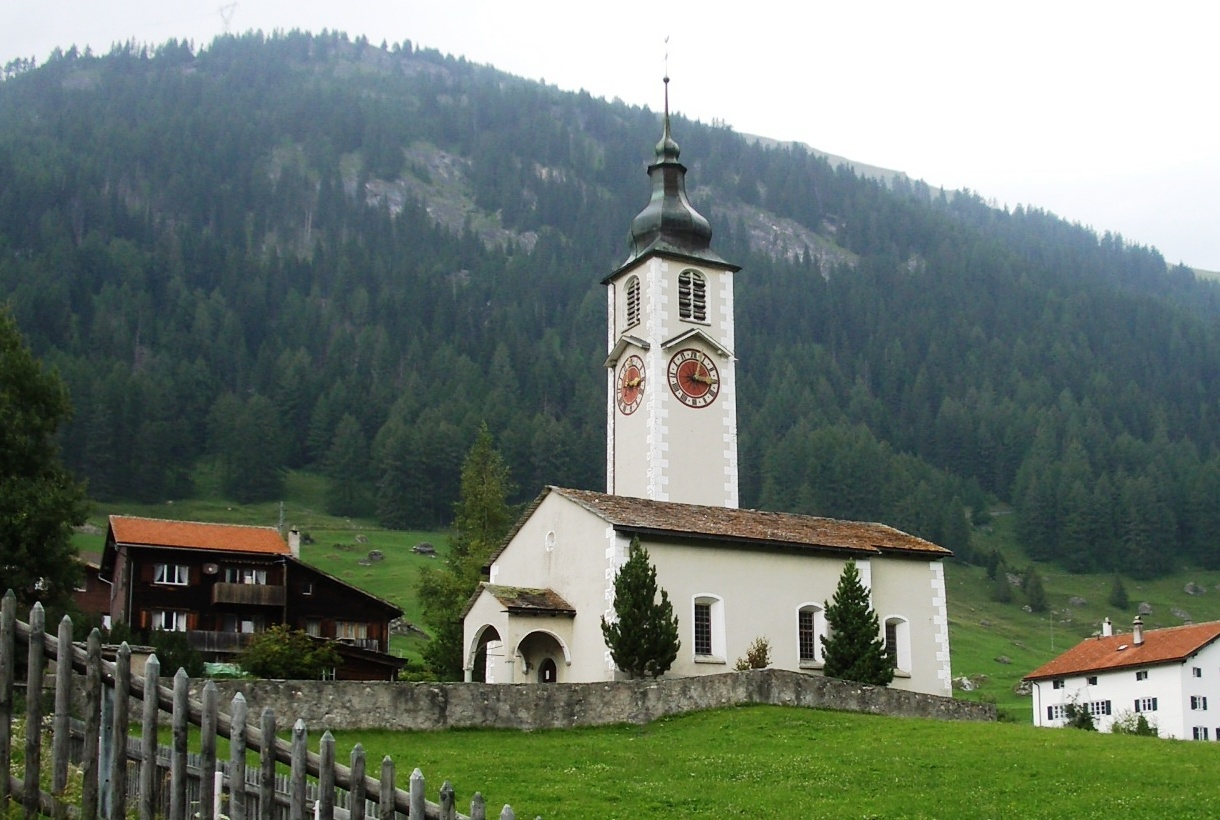
Kostel sv. Salvátora v Sufers

Obec Sufers, nejníže položené sídlo v západovýchodním směru údolí Rheinwald, leží severně od přehrady Hinterrhein, která tvoří jezero Sufnersee u ústí potoka Steilerbach. Obec se rozkládá v pravém úhlu k ose údolí, zahrnuje 4 kilometry dlouhý úsek hlavního údolí – po proudu až k soutěsce Roffla – a dvě boční údolí: 4 kilometry dlouhý Steilertal na severozápadě a 7 kilometrů dlouhý Surettatal na jihu, který je z obou stran lemován horskými masivy vysokými přes 2 500 metrů a v pozadí se tyčí nápadný zaledněný vrchol Surettahorn (3 026 m n. m.). V okolí Steilertalu dosahují srovnatelné výšky Teurihorn (2 973 m n. m.), Alperschällihorn (3 039 m n. m., nejvyšší bod obce) a Grauhörner (Pizzas d'Anarosa, 3 000 m n. m.).
V roce 1997 bylo 13 % rozlohy obce využíváno pro zemědělství. Lesy zabíraly 24 %, zastavěná plocha 1 %. Podíl neproduktivní půdy byl velmi vysoký (62 %). To lze vysvětlit jednak nadmořskou výškou, a jednak tvarem bočních údolí: obě jsou úzká, v oblasti ústí extrémně strmá a svahy horních úseků jsou značně pokryté sutí a nevhodné pro vysokohorské zemědělství.
Sousedními obcemi jsou Rheinwald, Safiental, Muntogna da Schons, Andeer, Ferrera a Madesimo v italské provincii Sondrio.

## Historie
První zmínka o obci pochází z roku 831 pod názvem Subere. O deset let později obci císař Lothar I. Franský daroval kostel. V té době byl vnější Rheinwald, stejně jako sousední Schams, osídlen Réty. Od roku 1300 se kolonie Walserů ve vnitřním údolí (Nufenen a Hinterrhein) rozšířila také do Sufers; hlavním jazykem se tak stala němčina.
V období Tří konfederací (Drei Bünden) patřila obec k Šedé konfederaci jako soused dvora Rheinwald. Hospodářství bylo založeno na zemědělství (chov dobytka a skromné zemědělství) a od 15. století na dopravě přes průsmyky Splügen a San Bernardino. V údolí Suretta se těžila železná ruda a tavila se v pecích, zvaných Schmelzi, v ústí údolí. Současný kostel byl postaven v letech 1618–1625. Obec dvakrát zasáhly velké požáry, a to v letech 1638 a 1732. Základem existence obce od 15. do 20. století bylo zemědělství s pěstováním obilí a účastí na tranzitu zboží přes Splügenpass.
Během druhé světové války byl severně a východně od Sufers vybudován Suferský zátaras.
Možné sloučení s obcemi Hinterrhein, Nufenen a Splügen bylo v roce 2016 voliči v Sufers odmítnuto. Sloučení obcí v údolí Rheinwald do nové stejnojmenné obce bylo dokončeno v roce 2019 bez Sufers.

## Obyvatelstvo

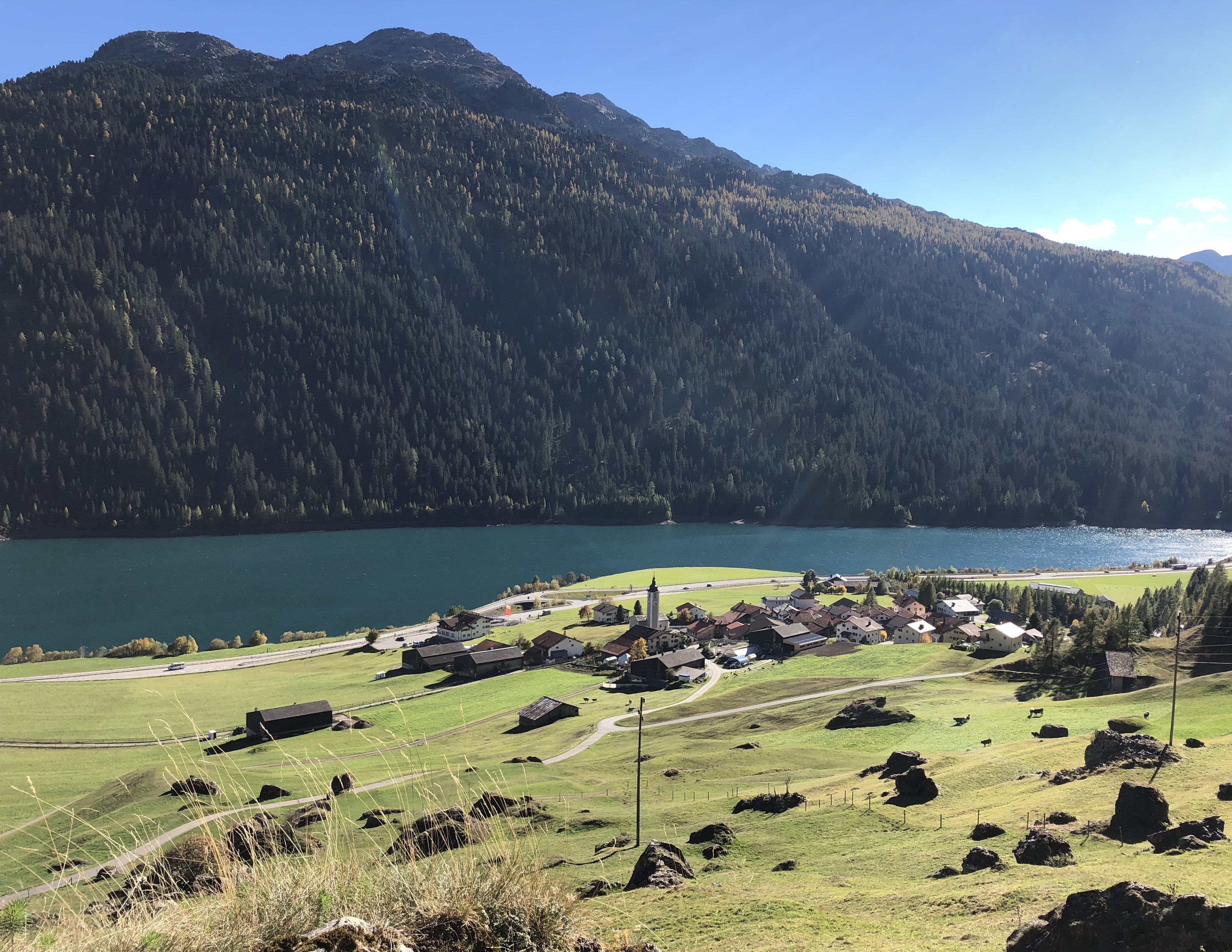
Sufers s nádrží vodní elektrárny Hinterrhein

| Rok            | 1690 | 1807 | 1850 | 1900 | 1950 | 1980 | 1990 | 2000 | 2005 | 2010 | 2012 | 2014 | 2016 |
| Počet obyvatel | 186  | 224  | 184  | 104  | 124  | 114  | 111  | 115  | 133  | 129  | 121  | 128  | 126  |

### Jazyky
Původně všichni obyvatelé obce mluvili jazykem sutselvisch, místním dialektem graubündenské rétorománštiny. Navzdory románskému názvu obce mluví obyvatelé německy, protože místo bylo osídleno Walsery kolem roku 1300. Obec tak již po staletí patří k německy mluvícím obcím kantonu Graubünden. Jediným úředním jazykem obce je němčina. Stav potvrzuje i následující tabulka:
| Jazyky v Sufers |                   |                   |                   |                   |                   |                   |
| Jazyk           | Sčítání lidu 1980 | Sčítání lidu 1980 | Sčítání lidu 1990 | Sčítání lidu 1990 | Sčítání lidu 2000 | Sčítání lidu 2000 |
| Jazyk           | Počet             | Podíl             | Počet             | Podíl             | Počet             | Podíl             |
| Němčina         | 105               | 92,11 %           | 104               | 93,69 %           | 105               | 91,30 %           |
| Rétorománština  | 3                 | 2,63 %            | 1                 | 0,90 %            | 4                 | 3,48 %            |
| Počet obyvatel  | 114               | 100 %             | 111               | 100 %             | 115               | 100 %             |